# Мария Пиа Савойская
Мария Пиа (итал. Maria Pia di Savoia; 17 октября 1847, Турин — 5 июня или 17 июля 1911, Ступиниджи) — итальянская принцесса, после замужества королева-консорт Португалии.

## Биография
Младшая дочь короля Италии Виктора Эммануила II и Адельгейды Австрийской. В день её крещения папа Пий IX наградил её Золотой розой.
6 октября 1862 года в Лиссабоне Мария Пиа вышла замуж за короля Португалии Луиша I. Она родила двоих сыновей:
- Карлуш (1863—1908), король Португалии Карлуш I в 1889—1908 гг.;
- Афонсо (1865—1920), герцог Порту.Сын (род. и ум. 27/28 ноября 1866).
- Сын (род. и ум. 27/28 ноября 1866).

В 1889 году Мария Пиа стала вдовой. Сильным ударом для неё стало убийство сына Карлуша I и внука Луиша Филипе в 1908 году. После революции уехала из Португалии с остальной частью королевской семьи. Она вернулась в родную Италию, где и умерла в 1911 году. Её прах захоронен в королевском мавзолее базилики Суперга в присутствии членов парламента Савойи.
В её честь назван мост Понте-де-Дона-Мария-Пиа через реку Дору, соединяющий города Порту и Вила-Нова-ди-Гая, который был построен в 1877 году по проекту Гюстава Эйфеля.